# ГЕС-ГАЕС Проввіденца
ГЕС-ГАЕС Проввіденца (італ. centrale idroelettrica di Provvidenza) — гідроелектростанція у центральній частині Італії, в історичному регіоні Абруццо. Знаходячись перед ГЕС San Giacomo Sul Vomano, становить верхній ступінь в каскаді ГЕС на річці Вомано (тече з Апеннін у східному напрямку та впадає в центральну частину Адріатичного моря за сотню кілометрів південніше Анкони).
Ресурс для роботи станції (та всього каскаду) накопичується у водосховищі Кампотосто, створеному на невеличкій лівій притоці Вомани Ріо-Фучіно. Його долину перекрили гравітаційною бетонною греблею заввишки 44 метри, крім того, споруджені дві додаткові дамби — гравітаційна бетонна Селла-Педікате та земляна Поджо-Канчеллі. В сукупності вони створили водосховище із площею поверхні 14 км2 та об'ємом 217 млн м3. Така велика в порівнянні з Ріо-Фучіно водойма поповнюється передусім за рахунок деривації. З півночі сюди виведено два водозбірні тунелі — Західний і Східний — довжиною 20,5 та 22,8 км відповідно. Вони прямують по обох боках витягнутого в меридіальному напрямку хребта Лага, збираючи ресурс:
- Західний — із правих приток верхньої течії річки Тронто, яка спершу тече у північному напрямку, а потім повертає на схід, прорізає хребет та прямує до Адріатичного моря паралельно до Вомано;
- Східний — із Ріо-Кастеллано (так само права притока згаданої вище Тронто, проте вже її широтної ділянки), Тордіно (тече між Тронто та Вомано до впадіння в Адріатичне море) та навіть лівої притоки Вомано, який впадає в неї після Ріо-Фучіно.

Від водосховища у долину Вомано веде головний дериваційний тунель завдовжки 1,1 км та діаметром 4,5 метра, який після верхнього балансуючого резервуара переходить у напірну шахту діаметром 8 метрів. Через останню вода потрапляє до підземного машинного залу, при цьому забезпечується середній напір у 255 метрів.
При введенні станції в експлуатацію наприкінці 1940-х років її обладнали двома гідроагрегатами у складі турбін типу Френсіс потужністю по 51,8 МВт, мотор-генераторів та насосів потужністю по 45 МВт. В 1962-му це обладнання доповнили оборотною турбіною потужністю 52,2 МВт.
Відпрацьована вода по тунелю довжиною 0,7 км та діаметром 4,5 метра потрапляє у створене на Вомано водосховище Проввіденца об'ємом 1,7 млн м3, яке утримує аркова гребля висотою 51 метр. Звідси вона подається на другий ступінь гідровузла — станцію Сан-Джакомо. Проте коли остання не працює, з'являється можливість використати водосховище Проввіденца як нижній резервуар ГАЕС та запасти стік Вомано у верхньому резервуарі Кампотосто. Щобільше, з кінця 1990-х років у складі станції Сан-Джакомо з'явилась оборотна турбіна, котра дозволяє поповнювати Проввіденца за рахунок водозбору на більш низькому рівні. Враховуючи невеликий об'єм цього сховища, обидві ГАЕС повинні працювати синхронно, забезпечуючи двостадійну подачу ресурсу до резервуара Campotosto.
У підсумку ГЕС Проввіденца виробляє 76 млн кВт·год електроенергії на рік за рахунок природного притоку та 145 млн кВт·год завдяки режиму гідроакумуляції.